# 마다가스카: 리틀 와일드
《마다가스카: 리틀 와일드》(영어: Madagascar: A Little Wild)는 미국의 애니메이션 영화 시리즈 마다가스카에 등장한 주인공들의 어린 시절을 그린 텔레비전 애니메이션이다. 2020년 9월 7일에 훌루와 피콕에서 선보였다.

## 등장인물
- 알렉스
- 마티
- 맬먼
- 글로리아